# 阿爾及利亞的猶太人
阿爾及利亞猶太人的歷史，可追溯到公元1世紀。在十五世紀，許多被西班牙和葡萄牙驅逐出境的賽法迪猶太人移民到阿爾及利亞;其中有受尊敬的猶太學者，包括以撒·本·謝謝特和西蒙·本·澤瑪·杜蘭。
1962年阿爾及利亞獨立之後，大多數阿爾及利亞的猶太人之前已獲得法國公民身份，絕大多數移居法國，其餘移居以色列。那些依然居住在阿爾及爾的人大多居住在布利達，君士坦丁和奧蘭。在20世紀90年代，阿爾及利亞內戰導致剩下的大部分猶太人離開。1994年，伊斯蘭武裝組織反叛武裝部隊於1994年宣布對該國所有非穆斯林發動戰爭，對留在阿爾及利亞的猶太人是一個決定性的事件。那一年，阿爾及利亞猶太人放棄了他們的最後一個猶太教堂-阿爾及爾大猶太教堂。
今天，法國的大多數猶太人都是北非裔，因此，最近從法國移民到以色列的大部分是由北非裔猶太人組成。

## 早期歷史
至少在羅馬時期以後，阿爾及利亞就有猶太人定居點的證據。墓誌銘在考古發掘中被發現，證明了在紀元初已有猶太人生活在北非。據說柏柏爾人的土地很歡迎從羅馬帝國基督徒和猶太人。在公元70年提圖斯破壞了耶路撒冷的第二座聖殿，此後在公元117年的基托戰爭中，北非和地中海的猶太人定居點加強。

## 穆斯林時期
在公元七世紀，因西哥特王國逼害，國內的猶太人逃到拜占廷帝國統治下的馬格里布，使北非的猶太定居點加強。在那個世紀，伊斯蘭軍隊征服了整個馬格里布和伊比利亞半島。猶太人置於穆斯林統治之下。
許多西班牙猶太人因在14世紀於加泰羅尼亞，瓦倫西亞和巴利阿里群島的迫害和1492年的驅逐法令被逼逃亡北非，很多人在阿爾及利亞落腳，並與當地的猶太人混在一起。在十六世紀，奧蘭，貝賈亞和阿爾及爾等地有大型的猶太人社區。在特萊姆森和康斯坦丁等內陸城市也有猶太人生活在穆斯林當局允許的範圍內，奧蘭的一些猶太人保留了拉丁語-直到19世紀，這是一種獨特的西班牙語方言。
奧斯曼帝國後期，猶太商人在經濟上很成功。法國對阿爾及利亞的襲擊是由於迪伊要求法國政府向兩名猶太商人支付大筆的小額債務而引起的。 在16世紀和17世紀之間，來自意大利里窝那更為富有的猶太人開始在阿爾及利亞定居。歐洲和奧斯曼帝國之間的商業貿易和交流加強了猶太社區。後來在19世紀，來自得土安的許多西班牙裔猶太人定居在阿爾及利亞，創造了新的社區，特別是在奧蘭。

## 法國統治下
1830年，阿爾及利亞猶太人的人口在15,000至17,000之間，大部分集中在沿海地區。約有6500名猶太人居住在阿爾及爾，佔人口的20％ 在奧蘭2000人;在君士坦丁三千人; 在特萊姆森有1000人。征服後，法國政府迅速重組奧斯曼帝國米利特系統。當穆斯林抵制法國的佔領時，一些阿爾及利亞猶太人在征服中作為法國人的口譯員或供應商。
當時，法國政府把法國公民（擁有全國投票權，接受法國法律和徵兵）從猶太人和穆斯林“土著”人民中分別出來，他們都被允許保留自己的法律和法院。到1841年，猶太教法庭被置於法國管轄之下，與巴黎中央聯繫在一起。 在法國的監督下，阿爾及利亞地區的法院已經到位。
1845年，法國殖民政府重組社會結構，任命阿什肯納茲人出身的法國猶太人為每個地區的首席拉比，負責灌輸“無條件服從法律，忠於法國，並有義務捍衛它“。這種監督是法國猶太人企圖“文明”阿爾及利亞猶太人的一個例子，因為他們相信他們的歐洲傳統優於塞法丁猶太人的傳統。這標誌著猶太人與國家的關係發生了變化。他們與穆斯林法庭系統分開，在那裡他們以前被歸類為齊米，被保護的少數民族。結果，阿爾及利亞猶太人抵制了試圖在阿爾及利亞定居的法國猶太人;在某些情況下，有騷動，在另一些情況下，當地的猶太人拒絕允許法國猶太人在阿爾及利亞猶太人的墓地埋葬。1865年，法國開放了公民身份規定，允許阿爾及利亞的猶太人和穆斯林土著人民如果要求可成為法國公民。但是，很少有人這樣做，因為成為法國公民需要放棄某些傳統的習俗。阿爾及利亞人認為這是一種背道。
到了1870年，33,000個阿爾及利亞猶太人獲得了法國公民身份。在一代人中，儘管最初的抵抗，大多數阿爾及利亞猶太人改說法語，而不是阿拉伯語或拉丁諾，他們接受法國文化的許多方面。阿爾及利亞的猶太人擁抱“法國人”身分，卻加入了殖民者的行列，儘管他們仍然被認為是法國人的“他者”。儘管有些人更典型地從事歐洲職業，但“大多數猶太人是貧窮的工匠和店主為穆斯林客人服務”。此外，阿爾及利亞猶太人宗教法與法國法律之間的衝突在社區內引起爭議。他們抵制有關婚姻等國內問題的變化。
即使阿爾及利亞猶太人獲得法國公民權，但反猶主義在阿爾及利亞的法國移民社區中有堅實的根基，在那裡每個市政委員會都被反猶太主義者控制，報紙上充斥著對當地猶太社區的攻擊。 在1898年的阿爾及爾，因德雷福斯事件，當地超過158家猶太人擁有的商店遭到洗劫和燒毀，兩名猶太人被殺，而軍隊卻拒絕介入。在法國統治下，一些反猶太人的穆斯林騷亂仍然發生，如1897年在奧蘭。
1931年，猶太人佔阿爾及利亞總人口的不到2％。但在阿爾及爾，君士坦丁和奧蘭這些大城市的人口更多，每個城市的猶太人口都超過7％。 布萊達，特萊姆森和塞提夫等許多小城市也有小型的猶太人口。到30年代中期，弗朗索瓦·德·拉·羅克斯的火十字團，後來的法兰西社会党試圖使阿拉伯人反對阿爾及利亞猶太人，並煽動1934年的康斯坦丁大屠殺，其中25-34名猶太人死亡，200多家商店被掠奪。

## 大屠殺在阿爾及利亞
在1940年法國戰敗後，親德的維希政權的第一步行動是撤銷1870年克列米法令的效力，從而廢除了阿爾及利亞猶太人的法國公民身份，影響了約11萬阿爾及利亞人。在法國海軍总司令弗朗索瓦·达尔朗和法軍總司令亨利·吉罗領導下，反對阿爾及利亞猶太人的立法在法國本身比法國更加嚴厲，藉口是使穆斯林和猶太人之間更加平等，並認為種族法律是停戰的必要條件。 羅自己在1943年3月14日宣布取消維希法令時，特別保留了取消阿爾及利亞猶太人公民權的法令，因為他把法國的失敗歸咎於猶太人。

## 二戰後
在阿爾及利亞戰爭期間，大多數阿爾及利亞猶太人出於對解放他們的共和國的忠誠，反對土著穆斯林的獨立運動，但一些猶太人加入了民族解放陣線。民族解放陣線公佈了保證阿爾及利亞猶太人在國家佔有一席之地的聲明，作為阿爾及利亞人民的一個組成部分，希望能夠得到他們的支持。 第二次世界大戰期間，阿爾及利亞穆斯林在維希政權的審判中幫助了猶太人，但1934年大屠殺的回憶以及穆斯林在君士坦丁和巴特納對猶太人進行猛烈的暴力事件使他們決定拒絕這一提議。
1961年，被排除在克列米法令之外的猶太人也獲得了法國公民身份。1961年公民投票之後，1962年埃維昂協定”確保了阿爾及利亞的獨立。 一些阿爾及利亞猶太人加入了組織arméesecrète，其目的是通過爆炸和暗殺企圖破壞獨立進程，包括戴高樂和讓-保羅·薩特等目標。 儘管阿爾及利亞最終呼籲猶太人留下，但是阿爾及利亞的猶太人多數選擇離開阿爾及利亞，放棄他們的財產參加移民外流 大約有100萬人。少數猶太人約7000人選擇移民到以色列。不過，早在1948年以前，約有2.8萬阿爾及利亞猶太人選擇移民到以色列。

## 獨立後
阿爾及利亞獲得獨立後，1963年通過了“國籍法”，被授予公民身份的只有穆斯林。這項法律將公民身份擴大到那些父親和祖父是穆斯林的人。法律通過後，全國140,000名土著猶太人中百分之九十五的人流亡。大約13萬猶太人利用他們的法國國籍，與歐洲血統的定居者一起移居法國。居住在阿爾及利亞的摩洛哥猶太人和阿爾及利亞撒哈拉的姆扎布河谷的猶太人，沒有法國公民身份，還有一小部分來自君士坦丁的阿爾及利亞猶太人，當時也移居到以色列。
1967年，胡阿里·布邁丁上台後，猶太人在阿爾及利亞受到迫害，面臨著社會和政治上的歧視和沈重的稅收。1967年至1968年間，政府掠奪了該國的所有猶太教堂，並將其轉化為清真寺。到1969年，還有不到1 000名猶太人居住在阿爾及利亞。20世紀90年代，阿爾及利亞只剩下50名猶太人。